# Seznam štol v Jáchymově
Toto je seznam některých štol v Jáchymově:
- Bockova štola – První štola na světě, kde byla použita vzduchová ventilace v podobě měchového dmychadla k větrání důlního díla. Ústí štoly je za budovou pošty v ulici K lanovce. Směřuje k bývalému dolu Tomáš na Suché a dnes odvodňuje důl Bratrství.
- Štola Leithund – Je pojmenovaná podle důlních vozíků, které prý vyluzovaly stejné zvuky jako vyjící pes. Její, z větší části zasypané, ústí leží pod serpentinami nad Jáchymovem po levé straně silnice na Boží Dar.
- Štola Nálezná – Oficiální název je štola Všech svatých. Jedná se o nejstarší štolu ve městě z roku 1510. Ražena byla horníky Bachem a Oesterem řečeným Starý z Ostrova. Její zaslepené ústí je za domem č. p. 496 asi sto metrů nad kaplí sv. Anny.
- Himmellskronne Stolle – Patřila do západního důlního pole Svornosti společně s cechem Eliáš, šachtou Rudolf II., a štolami Jiří, Severní, Eliáš, Fluder a Mathesius.
- Dědičná štola Svatá Barbora
- Dědičná štola Svatý Daniel